# Ĺ
O Ĺ (minúscula: ĺ) é uma letra (L latino, adicionado de um acento agudo) utilizada no alfabeto eslovaco possui um som idêntico ao ł do alfabeto polaco .